# ガレス

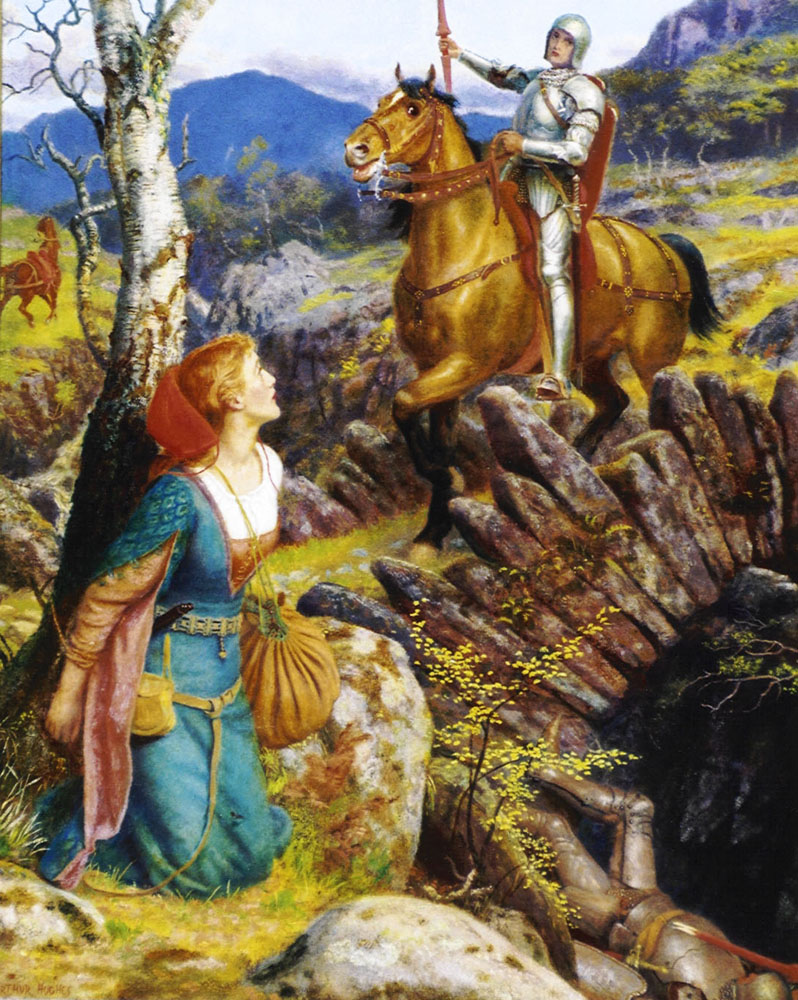
アーサー・ヒューズの描くガレス（1908年）。

ガレス（Gareth）は、アーサー王伝説に登場する、伝説上の人物。「円卓の騎士」の1人であり、ガウェイン卿の末弟にしてアーサー王の甥に当たる人物。「ボーマン」（Beaumains）とも呼ばれることがある。兄であるガウェイン卿や、ランスロット卿から非常に愛されており、彼の死がガウェイン卿とランスロット卿の関係を修復不能なものとし、ひいては円卓の騎士の崩壊につながることになった。
彼の冒険は典型的に「フェア・アンノウン」の物語となっており、特にラ・コート・マル・タイユの物語とかなりの部分に共通性が見られる。

## 修行期間
オークニーのロット王の息子として生まれる。幼い頃は母親とともに過ごし、既に騎士となっていた兄であるガウェイン卿たちとは面識がなかった。成長してからはガレス卿も兄たちと同様、騎士になることを願いキャメロットに向かう。しかし、アーサー王の甥であり、ガウェイン卿の弟であるという身分を隠し、名前も名乗らなかったことから、騎士となるどころか、ケイ卿により厨房で働かさせられることになる。その際、男であるのに白く美しい手をしていたことからケイ卿に「ボーマン」（Beaumains、フランス語で beau は"美しい"、 mains は"手"の意）というあだ名を付けられてしまう。
そして、ガレス卿がボーマンとして一年を厨房で過ごした後のこと。宮廷にある乙女がやってきて、自分の仕える貴婦人を助けてくれるよう依頼した。このさい、貴婦人の名前が教えられなかったため、名のある騎士を派遣することができず、このとき無名のガレス卿が冒険に出ることになる。
そして、出発の際、ガレス卿はランスロット卿により騎士に任命されることになる。途中、数々の困難があったものの、ガレス卿は貴婦人を貶めている騎士を決闘で打ち倒す事に成功する。キャメロットに帰還後はその功績を称えられ、また母親によりガレス卿の出自が明らかにされたことから円卓の騎士のメンバーに入ることになる。

## 円卓の騎士として
この後も、ガレス卿は円卓の騎士として冒険をし、また他の騎士の物語に脇役として登場することになる。
とくに、ガレス卿は自分を騎士に任じてくれたランスロット卿を非常に尊敬しており、ランスロットとの関係で登場することが多い。また、ランスロットも自分を敬ってくれるガレス卿を愛しており、あるトーナメントでガレス卿が妻のために優勝したがっていることを知ると、自身は出場を辞退していたりもする。そのお陰で、このトーナメントにおいてガレス卿はランスロット以外の全ての騎士を打ち倒し、優勝を果たしている。
また、ガレス卿の兄弟たちはどこか性格的に影があり、騎士道にもとる行いをするのであるが、ガレス卿のみはそのような行いに手を貸していない。例えば、兄のガヘリス卿は母親殺しの罪を負っている。また、ガウェイン卿はペリノア王の暗殺、さらに弟のガヘリス卿、アグラヴェイン卿、モルドレッド卿らと集団で父の仇の息子であるラモラック卿を闇討ちにし、暗殺しているが、ガレス卿のみはこれらの行為の全てに加担していない。むしろ、兄たちがこのような行為をしていると聞いて、嘆くシーンが多々見られる。

## ガレス卿の死
日々、権勢を増していくランスロット卿をねたんだモルドレッド卿、アグラヴェイン卿（二人ともガレス卿の兄にあたる）は王妃グィネヴィアとランスロット卿の不倫を暴露し、ランスロットを失脚させる計画を、ガウェイン、ガヘリス、ガレスの兄弟に持ちかける。ガレスたちの拒絶を受けるが、それでもモルドレッド達は13人を集め計画を実行する。しかし、不倫の現場を抑えられたランスロット卿は口封じにアグラヴェイン、ガウェインの息子であるフローレンス卿やガングラン卿ら12人の騎士を殺害し逃亡する。
身内を殺されながらもガレスはランスロットを尊敬していたため、またガウェインは非がアグラヴェインにあると考えたため、ランスロットに敵対し、攻撃を掛けるようなことは無かった。
しかし、不倫が発覚したため火刑に処されることとなった王妃を救出に来たランスロット卿はそれとは知らないながらも、刑場にいたガレス卿を兄のガヘリス卿ともども殺害してしまう。このとき、ランスロット卿を尊敬していたガレス、ガヘリスは万一のときランスロットに剣を向けたくなかったため、武装していなかったので防御すらできなかったのである。
同じ弟であるアグラヴェイン卿や、息子のフローレンス卿とロヴェル卿を殺されても我慢したガウェインであるが、ガレスが殺されたと聞いたガウェイン卿は悲しみのあまり気を失っている。こうして、激怒したガウェイン卿は反ランスロット派に転向し、アーサー王がランスロット卿と和平しようとするたびに厳しく反対することになる。
一方、ランスロット卿もガレス卿を愛していたため、過失とはいえ殺害してしまったことを悔いることになる。